# Young & Clever
"Young & Clever" är Lucky Twices debutalbum och släpptes 2007. Det är det enda albumet som någonsin släppts av gruppen och innehåller 13 låtar. 

## Låtlista
1. "Lucky" – 3:43
2. "Hop Non Stop" – 2:49
3. "The Lucky Twice Song" – 3:05
4. "Shake Like a Freak" – 3:30
5. "Me and You" – 3:34
6. "Midnight Crying" – 3:25
7. "No Friend of Mine" – 3:19
8. "Push" – 3:33
9. "Hey Girl" – 3:25
10. "This Song" – 2:35
11. "Speedy Gonzales" – 3:19
12. "Big Bad Boys" – 3:44
13. "Lucky" (Karaoke Version) – 3:25